# Többváltozós eloszlásfüggvény
Egy többváltozós eloszlásfüggvény a valószínűségszámításban egy valós értékű függvény, melyet többdimenziós valószínűségeloszlások, azaz valószínűségi vektorváltozók eloszlásának vizsgálatára használnak. Az eloszlásfüggvény magasabb dimenziós megfelelője; az egyváltozós esethez hasonlóan egyértelműen jellemzi a valószínűségi vektorváltozókat a korrespondenciatétel szerint. Ezáltal a magasabb dimenziós valószínűségeloszlások is vizsgálhatók mértékelméleti eszközökkel.
Használják még a következő elnevezéseket: n-dimenziós eloszlásfüggvény, eloszlás {\displaystyle \mathbb {R} ^{n}}-en, vagy a mértékelméleti értelemben vett többváltozós eloszlásfüggvénytől való megkülönböztetésre szűkebb értelemben vett többváltozós eloszlásfüggvény.

## Jelölések
Az {\displaystyle \mathbb {R} ^{n}}-beli {\displaystyle x,y} vektorok esetén az összehasonlítást koordinátánként végezzük, azaz
{\displaystyle x\leq y} akkor és csak akkor, ha {\displaystyle x_{i}\leq y_{i}} minden {\displaystyle i\in \{1,2,\dots ,n\}} indexre.
A továbbiakban {\displaystyle x\in \mathbb {R} ^{n}} esetén
{\displaystyle (-\infty ,x]:=\{y\in \mathbb {R} ^{n}\,|\,y\leq x\}}
illetve koordinátánként
{\displaystyle (-\infty ,x]=(-\infty ,x_{1}]\times (-\infty ,x_{2}]\times \dots \times (-\infty ,x_{n}]}

## Definíció
A fenti jelölésekkel a definíció hasonlóvá válik az egydimenziós esethez.
Ha {\displaystyle P} valószínűségeloszlás egy {\displaystyle (\mathbb {R} ^{n},{\mathcal {B}}(\mathbb {R} ^{n}))} valószínűségi mezőn, azaz többdimenziós valószínűségeloszlás, akkor {\displaystyle P} eloszlásfüggvénye egy {\displaystyle F_{P}\colon \mathbb {R} ^{n}\to [0,1]} függvény, 
{\displaystyle F_{P}(x):=P((-\infty ,x])}.
Ha {\displaystyle X} {\displaystyle n} dimenziós valószínűségi változó, vagyis {\displaystyle F_{X}\colon \mathbb {R} ^{n}\to [0,1]}, és definíciója
{\displaystyle F_{X}(x):=P(X<x)}.
Ekkor {\displaystyle F_{X}} {\displaystyle X} (többdimenziós) eloszlásfüggvénye.
A definíció koordinátánként:
{\displaystyle F_{X}(x_{1},x_{2},\dots ,x_{n}):=P(X_{1}<x_{1},X_{2}<x_{2},\dots ,X_{n}<x_{n})},
ahol {\displaystyle X=(X_{1},X_{2},\dots ,X_{n})^{T}}. Így a valószínűségi vektorváltozó eloszlásfüggvénye a koordinták közös eloszlásfüggvénye.

## Tulajdonságok
Minden {\displaystyle F=F_{P}} esetén teljesül:
- Minden változóban balról folytonos.
- Téglamonoton, azaz ha  {\displaystyle a\leq b}, akkor {\displaystyle \Delta _{a}^{b}F\geq 0}
- Határértékek:

{\displaystyle \lim _{\min _{i}x_{i}\to \infty }F(x)=1} és
{\displaystyle \lim _{\min _{i}x_{i}\to -\infty }F(x)=0}
A korrespondenciatétel szerint ez megfordítható; amelyik függvény ezekkel a tulajdonságokkal bír, az eloszlásfüggvény.

## Fordítás
Ez a szócikk részben vagy egészben  a   Multivariate Verteilungsfunktion című német Wikipédia-szócikk fordításán alapul.  Az eredeti cikk szerkesztőit annak laptörténete sorolja fel. Ez a jelzés csupán a megfogalmazás eredetét és a szerzői jogokat jelzi, nem szolgál a cikkben szereplő információk forrásmegjelöléseként.